# Сартак
Сарта́к (монг. Sartaq, кит.: 撒里答, sālǐdā; перс. سرتاق, Sartāq; бл. 1230 — 1256) — хан Золотої Орди (1255—1256). Представник роду Борджигінів. Син хана Батия. Християнин за віросповіданням, можливо, несторіанського напрямку. Його дочка Феодора Сартаківна вийшла заміж за друга Олександра Невського — Гліба Васильковича, князя Білозерського.

## Біографія

### Хан
Народився між 1228 та 1232 роками.
За Бату тримав улус на правобережжі нижньої Волги з половецьким населенням. Після включення Русі в систему ординської державності Сартак був «управляючим руськими справами» в 1246—1255 рр.
Був у хороших стосунках з Олександром Невським. Коли в 1252 році Андрій Ярославич, який на той час був великим князем владимирським, вступив у союз із Данилом Галицьким, Сартак відправив на Північно-Східну Русь каральний похід на чолі з воєводою Неврюєм. Андрій утік у Швецію, а ярлик на владимирське князівство отримав його брат Олександр Невський.
Захворівши, Батий відправив Сартака у Каракорум до Менгу-хана. Коли прийшла звістка про смерть Батия, Менгу затвердив Сартака ханом Золотої Орди, але той помер по дорозі в Сарай. За припущеннями тогочасних літописців, був отруєний своїми дядьками Берке і Беркечаром. Втім ймовірніше його наказав отруїти Менгу, сподіваючись на послаблення Золотої Орди й встановленням там прямої влади великого кагана.

### Віросповідання
Про те, що Сартак був християнином, повідомляє низка середньовічних авторів, однак Рубрук вважав, що хоч Сартак і був покровителем християн, але залишався язичником, на підтвердження чого приводив слова його секретаря Кояка:

| Не говоріть, що наш пан — християнин, він не християнин, а «Моал», тому що назва «християнство» представляється їм назвою якогось народу. Вони звеличилися до такої великої гордості, що хоча, може бути, скільки-небудь вірують у Христа, однак не бажають іменуватися християнами, бажаючи свою назву, тобто Моал.[3] |.
Сартак не залишив спадкоємців, єдина його дочка, відома під християнським іменем Феодори, була християнкою і вийшла заміж за Білозерського князя Гліба Васильовича.